# Nangue à tête noire
La Nangue à tête noire (en anglais : Nungua Blackhead) est une race ovine créée par croisement au Ghana au 20e siècle. Le but était d'améliorer la production de viande des races locales.

## Origine

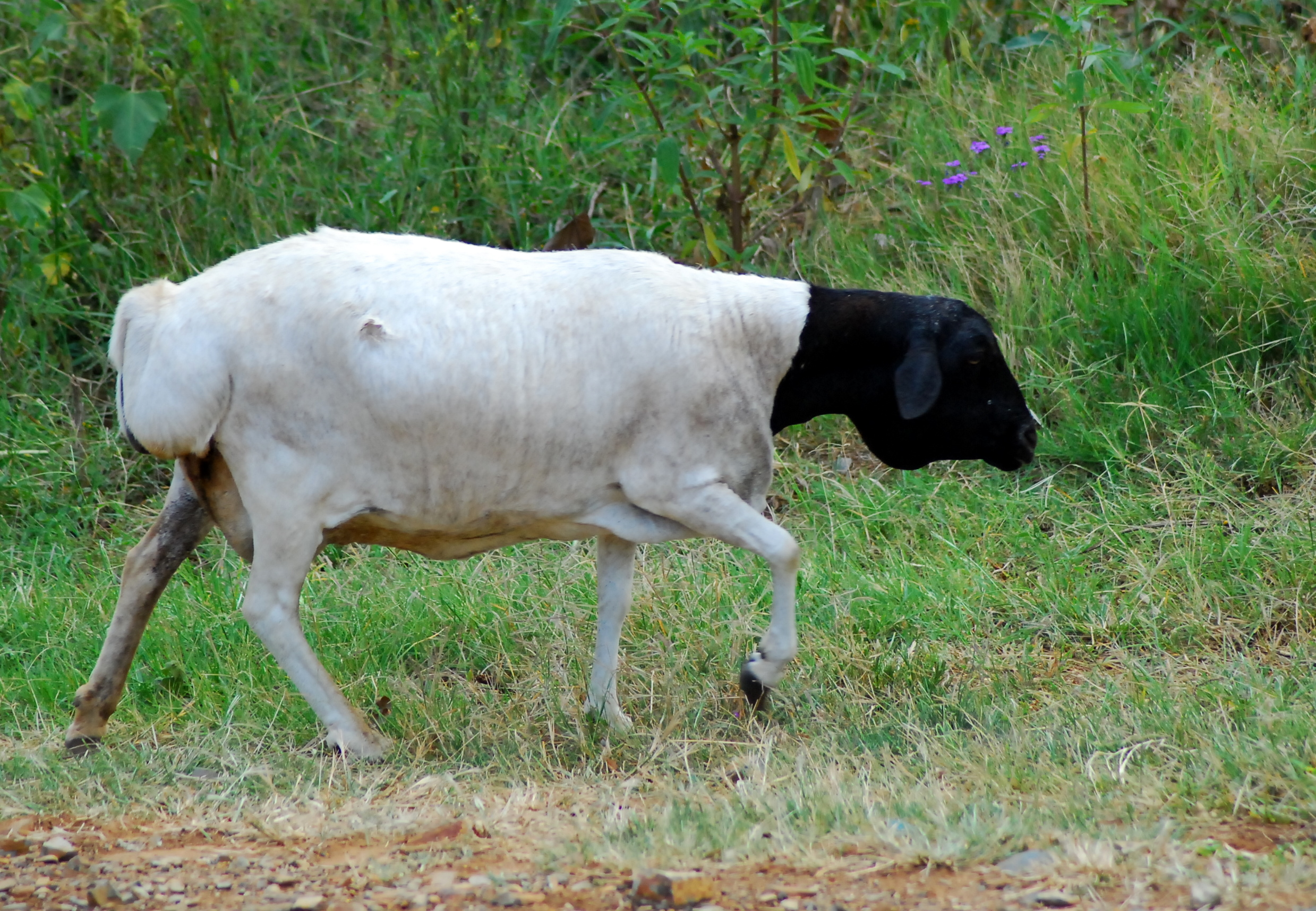
Persan à tête noire, race à l'origine de la Nangue à tête noire.

Dans les années 1950, la station de recherche agricole de l'Université du Ghana cherche à améliorer la croissance et la production de viande des races locales. Pour cela, elle développe la Nangue à tête noire en croisant un Djallonké local (le mouton de forêt) et un Persan à tête noire, race d'Afrique du Sud entre 1954 et 1965. En 1965, la race est officiellement reconnue par le Professeur A.S.B. Wilson.

## Description
La Nangue a une apparence proche du Persan. C'est un mouton à croupe grasse, au poils ras et blanc. La tête et le cou sont noirs. La brebis pèse en moyenne 32 kg pour une taille de 58 cm et le bélier 40 kg pour 60 cm. Il peut parfois atteindre le poids de 48 kg.
La période de gestation dure 150 jours. La brebis met bas à un seul agneau qui pèse en moyenne 2,2 kg à la naissance. Les naissances de jumeaux, plus rare, représentent 13% des mises bas. Comparé au Djallonké, la Nangue est moins prolifique mais les agneaux ont un meilleur taux de survie,.

## Statut de la race
La FAO a classé le statut de la race au niveau « critique ».
En 1979, lors de la Révolution du 4 juin (en) provoquée par la frustration de la population contre la corruption et une mauvaise gouvernance, le pays se retrouve dans un chaos social, politique et économique. La station de recherche agricole de l'Université est abandonnée provoquant la perte d'une grande partie des efforts réalisés jusqu'à présent.
En 1994, sa population est estimée à 80 individus de race pure.